# Rudolf von Schmid

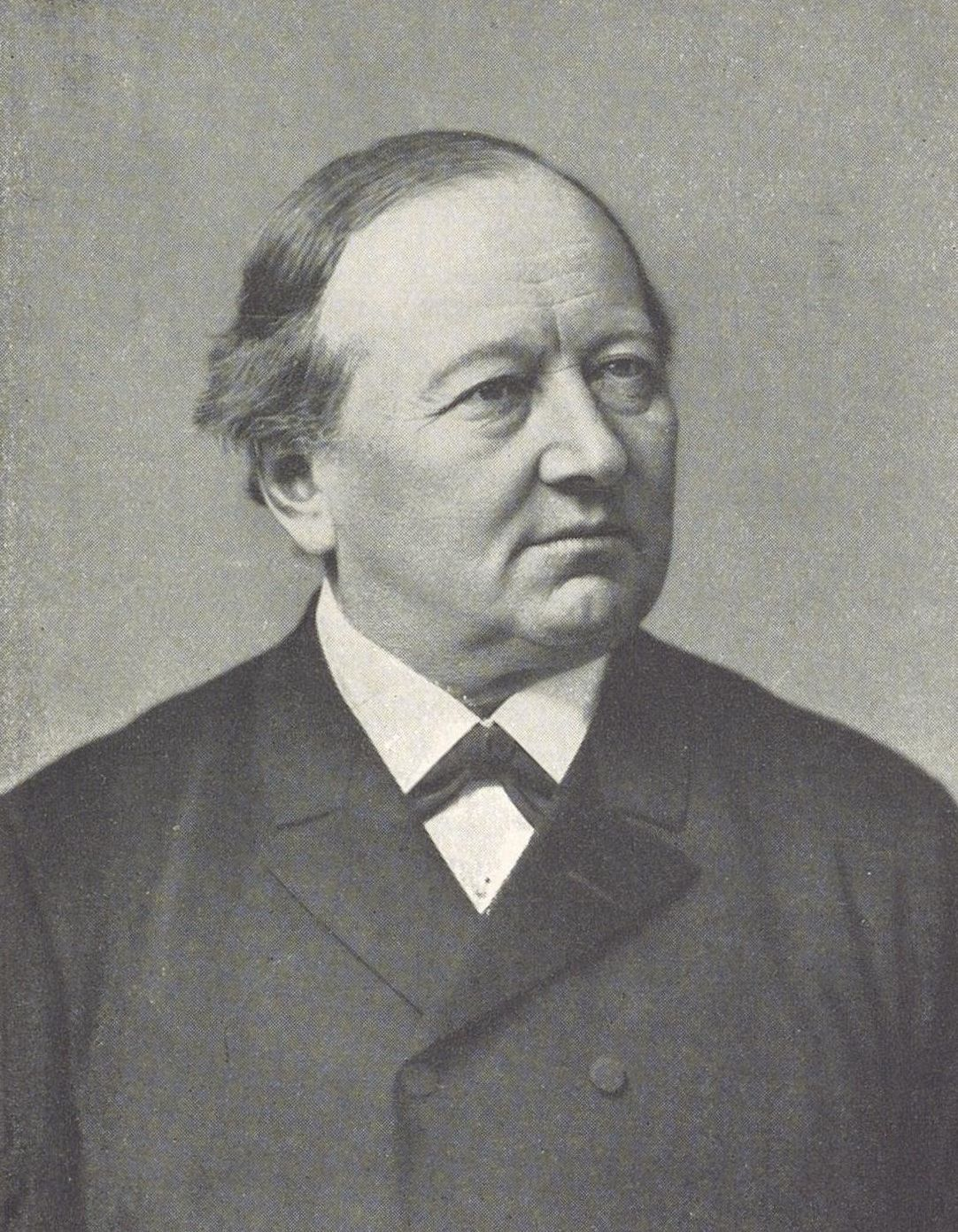
Rudolf Schmid

Karl Rudolf Schmid, ab 1889 von Schmid, (* 17. Januar 1828 in Altensteigdorf bei Nagold; † 7. August 1907 in Schloss Obersontheim) war ein deutscher evangelischer Theologe.

## Leben
Er wurde als Sohn eines Pfarrers geboren und besuchte seit 1836 die Lateinschule in Marbach am Neckar. Nach dem Landexamen bezog er im Oktober 1841 das evangelisch-theologische Seminar Blaubeuren und vier Jahre darauf das Evangelische Stift Tübingen. 1845 wurde er Mitglied der burschenschaftlichen Verbindung Nordland Tübingen (der heutigen Studentenverbindung Normannia Tübingen).
Kurz vor seinem Studienabschluss zog Schmid während der Deutschen Revolution im Juni 1849 als Freischärler nach Baden, um gegen die Preußen zu kämpfen, doch holte ihn sein Vater zurück, bevor es zu Kampfhandlungen kam. Dieses Abenteuer brachte Schmid vier Tage Karzer ein und die Entlassung aus dem Stift unter Rückzahlung der Ausbildungskosten (worauf später verzichtet wurde).
Schmid ging nun als Hauslehrer nach Heiligkreuztal, 1851 als Vikar nach Calw und wurde 1852 als Repetent im evangelisch-theologischen Seminar Maulbronn angestellt. Auf Vermittlung seines nachmaligen Schwagers Julius Köstlin kam er 1854 als Hofmeister zu dem schottischen Herzog von Argyll. Hier unterrichtete er vier Jahre die drei Söhne des Herzogs, darunter auch einen künftigen Schwiegersohn der Königin Viktoria. In dieser Zeit knüpfte er zahlreiche Bekanntschaften und lernte namhafte Persönlichkeiten kennen, etwa den späteren Premierminister Lord Palmerston, den Afrikaforscher David Livingstone und die Autorin Harriet Beecher Stowe. Die Kontakte nach Schottland hielt Schmid noch lange aufrecht, was unter anderem dazu führte, dass er sich kurz vor dem Ersten Weltkrieg – freilich vergeblich – um eine deutsch-englische Verständigung bemühte.
Nach Pfarrverwesereien und Zweitem Examen erfolgte 1861 die Anstellung als dritter Stadtpfarrer von Heilbronn, womit die Gründung eines eigenen Hausstandes möglich wurde. Seine Frau wählte Schmid aus einer der angesehensten Familien Württembergs, Thusnelde Köstlin (1827–1896), Tochter des Mediziners Karl Heinrich Gotthilf von Köstlin, die ihm sechs Kinder schenkte. 1868 wurde Schmid Stadtpfarrer in Friedrichshafen, wodurch er mit dem württembergischen Königshaus in näheren Kontakt kam. Zehn Jahre später wechselte er als Dekan nach Schwäbisch Hall, 1888 wurde er Prälat und Generalsuperintendent von Heilbronn und damit Mitglied des Landtags. Im Jahr 1890 wurde Schmid in Nachfolge von Karl von Gerok als Oberhofprediger und Oberkonsistorialrat an den Stuttgarter Hof berufen, 1896 wurde er noch Feldprobst.
Schmid engagierte sich in zahlreichen Nebenämtern: Er war Vorstand des Höheren Lehrerinnenseminars, Vorstand der Kommission für die Erziehungshäuser sowie königlicher Kommissär des Katharinen- und Olgastiftes in Stuttgart und auch Mitglied des Zentralausschusses für die Innere Mission in Berlin. Bereits im Jahr 1889 wurde ihm für seine Verdienste das Ehrenritterkreuz des Ordens der Württembergischen Krone verliehen, mit dem der persönliche Adel verbunden war, 1898 erhielt er das Komturkreuz.
Im Jahre 1897 erhielt von Schmid von der Evangelisch-theologischen Fakultät der Universität Tübingen die Ehrendoktorwürde verliehen, für welche er sich 1906 mit der Schrift „Das naturwissenschaftliche Glaubensbekenntnis eines Theologen“ bedankte. In diesem Buch, einem „Wort zur Verständigung zwischen Naturforschung und Christentum“, vertritt er einen Standpunkt, der einerseits die Naturwissenschaften in ihrer ganzen Freiheit ernst nimmt, andererseits aber auch an der christlichen Überzeugung in vollem Umfang festhält.
Rudolf von Schmid starb in der Sommerfrische, am 7. August 1907, auf Schloss Obersontheim an einem Schlaganfall und wurde drei Tage darauf mit großen Ehrungen auf dem Stuttgarter Pragfriedhof beigesetzt.